# Садовий ніж
Садовий ніж — спеціальний, як правило, складаний ніж, пристосований для роботи із садовими деревами та кущами, специфічних форм, залежно від призначення.

## Обрізний ніж
Обрізний садовий ніж (цифра 1) застосовується при обрізанні молодих пагонів дерев чи чагарника при формуванні крони. Ним зручно підрізати черешки для щеплення рослин. Чим гострішим буде лезо ножа, тим швидше загоюватимуться рани у рослин, тим скоріше рослина дасть плоди.

## Окулірувальний ніж
Окулірувальний ніж (форма позначена цифрою 2) застосовується для робіт з окулірування, вічкування (нім. oculieren < лат. oculus — «вічко») дерев чи кущів.
Окулірувальний ніж також відомий як «очкувальний ніж», а окулірування — як «вічкування». Також кажуть «вічкування» і «вічкувальний ніж».
Цифрою 2 на малюнку позначений комбінований ніж, оскільки він обладнаний лезами для вічкування, копулірування і задньою «п'яточкою» чи «кісточкою» з пластмаси для заощадливого відгину кори в місці надрізання.

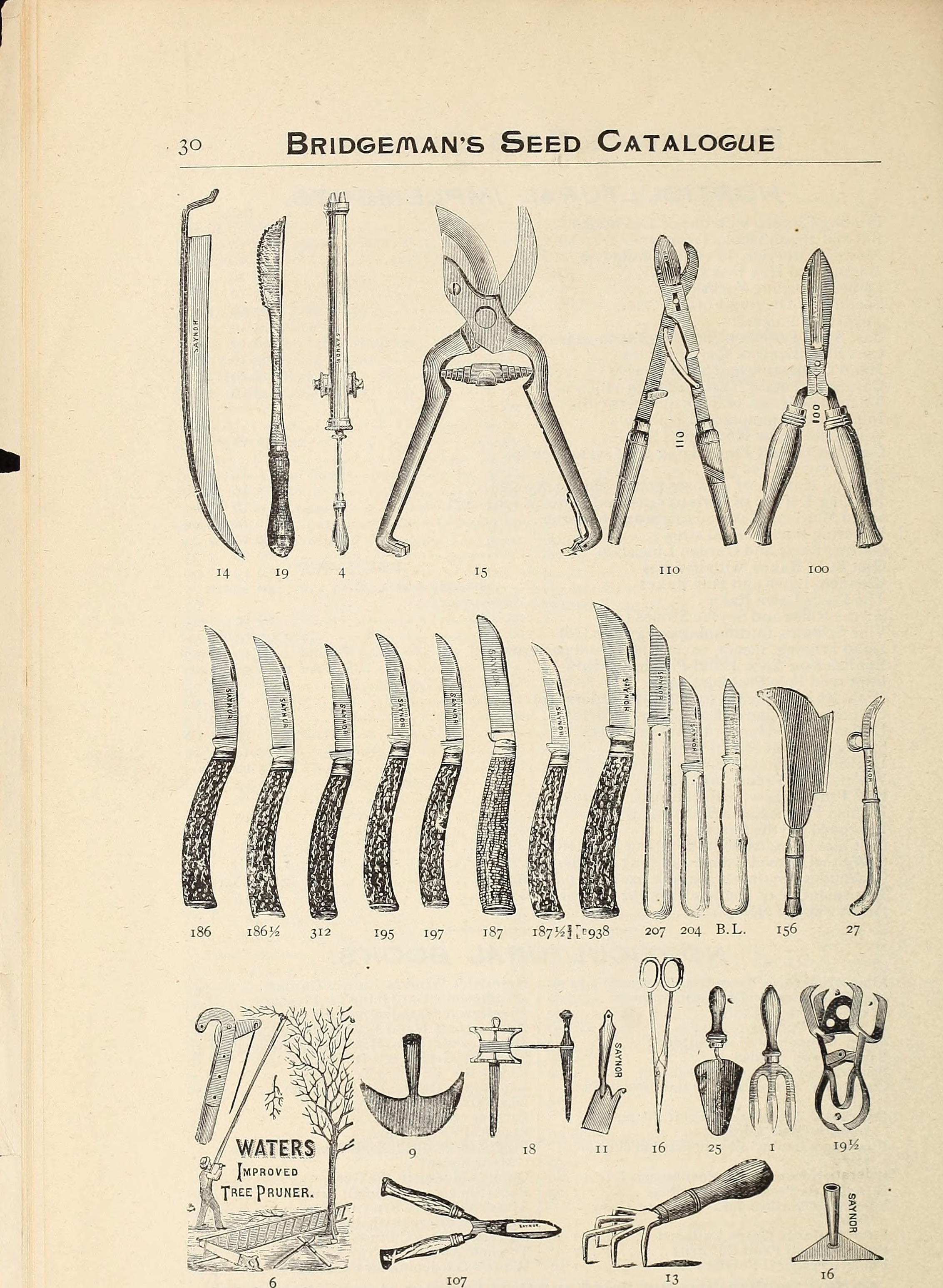
Малюнок з каталогу 19 сторіччя, що демонструє різноманіття садових інструментів. Серед них — садові ножі

Окулірування, або щеплення вічком (вічкування) — спосіб щеплення плодових і декоративних рослин одиночною брунькою (вічком — окремою брунькою з тонким шаром деревини), взятою від черешка культурного сорту.
У плодівництві і декоративному садівництві окулірування застосовують в самих різних цілях. Але особливо широко використовують окулірування при розмноженні плодових і декоративних чагарників. Для цього в розсаднику спочатку вирощують «підщепний матеріал» — «підщепи», однорічні чи дворічні рослини. Молоді рослини прищеплюють брунькою розмножуваного сорту або виду, найчастіше в кореневу шийку або трохи вище. Брунька, що прижилася, рушає в ріст навесні наступного року. З цих пагонів формують деревце або кущ, який пересаджують на постійне місце.
Вічкування застосовують і для перещеплення молодих дерев, в окремих випадках — і для перещеплення дорослих дерев, які попередньо омолоджують.
Виконують вічкування в період активного сокоруху, коли кора у дерев і чагарників легко відділяється від деревини. Це буває навесні — при розпусканні листя і влітку, в кінці липня — напочатку серпня.
Навесні при першому сокорусі і розпусканні листя прищеплюють (вічкують) брунькою, що утворилася в попередньому році, яка розпуститься і дасть пагін цієї весни.
Влітку, при другому сокорусі, прищеплюють брунькою, яка утворилася влітку, а розпуститися і піти у зростання має лише навесні наступного року. Тому в садовій практиці весняне окулірування називають вічкуванням «брунькою, що проростає», або «проростаючим вічком», а літнє — вічкуванням «сплячою брунькою» або «сплячим вічком».
До весняного вічкування внаслідок ряду незручностей, пов'язаних з відсутністю при бруньках листових черешків і складністю зимового зберігання живців, майже не вдаються.